# Brunei-Muara
Brunei-Muara est le plus petit des districts ou daerah du Sultanat du Brunei, mais également le plus peuplé, puisqu’il totalise plus de la moitié de la population du pays.
Son chef-lieu est la capitale du sultanat : Bandar Seri Begawan. Les communes de Jerudong et de Muara  sont aussi situées dans ce district.

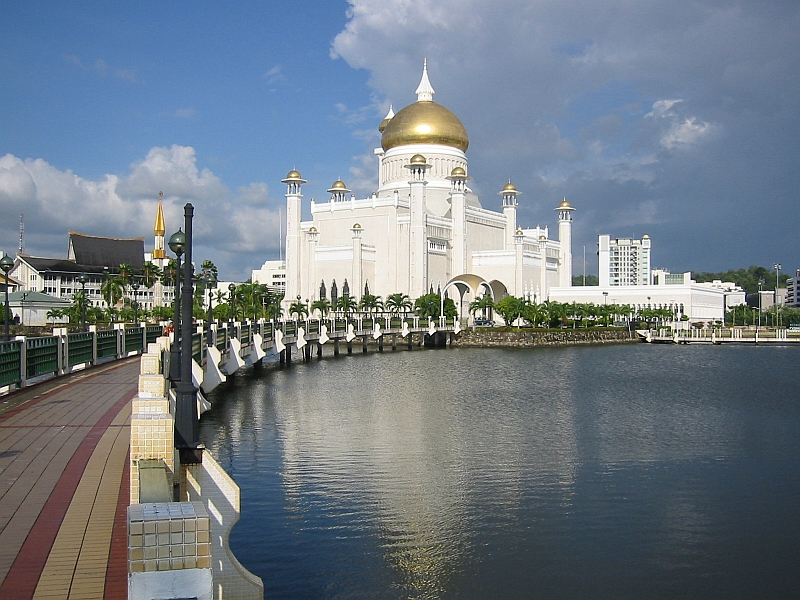
Mosquée au centre de Bandar Seri Begawan (BSB), capitale de Negara Brunei Darussalam

## Provinces

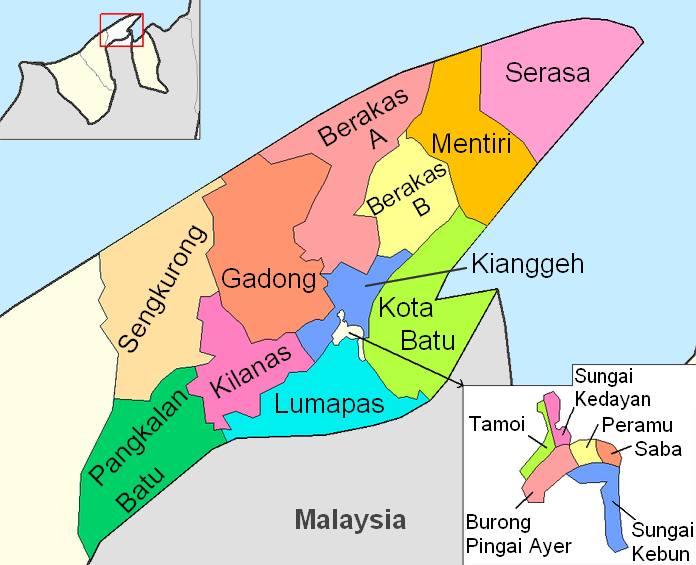
Mukims de Brunei & Muara

Le district est composé de 18 mukims (provinces) :
| - Berakas A - Berakas B - Burong Pingai Ayer - Gadong A - Gadong B - Kianggeh - Kilanas - Kota Batu - Lumapas | - Mentiri - Pangkalan Batu - Peramu - Saba - Sengkurong - Serasa - Sungai Kebun - Sungai Kedayan - Tamoi |

En juillet 2007, la province Gadong est divisée en deux et forme désormais deux mukins, nommés Gadong A et Gadong B, comprenant respectivement la partie nord de l'ancien mukim et la partie méridionale pour le second.

## Transports
Le district de Brunei-Muara est le point central du transport du Brunei, avec l'Aéroport international de Bandar Seri Begawan, le Port de Muara et l'autoroute Pan-Bornéo, desservant des bus et taxis. 